# Salad khoai tây
 Xa lát khoai tây hay khoai tây trộn  là một món xa lát mà thành phần chính là khoai tây luộc, có nhiều kiểu nấu khác nhau tùy theo mỗi vùng trên thế giới. Loại xa lát này thường thích hợp cho bàn ăn đông người vì nó dễ làm với lượng nguyên liệu lớn và giá thành không quá tốn kém. Ta có thể làm sẵn và bỏ vào tủ lạnh cho tới khi dùng.

## Khoai tây
Để chế biến món xa lát khoai tây, người ta thường dùng loại khoai tây khi nấu săn lại, không dùng loại bở, vì khi trộn lẫn với các nguyên liệu khác sẽ bị vỡ ra. Khoai tây thường được cắt thành từng lát và trộn lẫn với các thành phần khác. Vỏ khoai có thể gọt hoặc không. Vùng phía bắc nước Đức chế biến với mayonnaise và để khoai tây đã nấu qua đêm làm nó rắn hơn. Trong khi phía nam thì trộn với giấm khi còn nóng để đồ ướp dễ ngấm vào hơn.

## Cách dùng
Xa lát khoai tây do cách chế biến đa dạng là một món ăn rất phổ biến và là món ăn phụ cho các món ăn khác nhau. Thường có các công thức gia đình lâu đời được sử dụng và chia sẻ trong nhiều thập kỷ. Khoai tây chiên thường được phục vụ không chỉ với xúc xích và chả chìa, mà còn với cá chiên. Ở Áo nó là một món ăn cổ điển bên cạnh Wiener Schnitzel. Nó là một món ăn phổ biến tại các bữa tiệc vào những ngày lễ. Trong nhiều gia đình nó thường được dùng với bratwurst, bockwurst hoặc xúc xích Wiener vào đêm vọng Lễ Giáng Sinh; ở miền nam nước Đức, thường là thịt hun khói gọi là Schäufele hay Kasseler.